# Холодная война на Ближнем Востоке

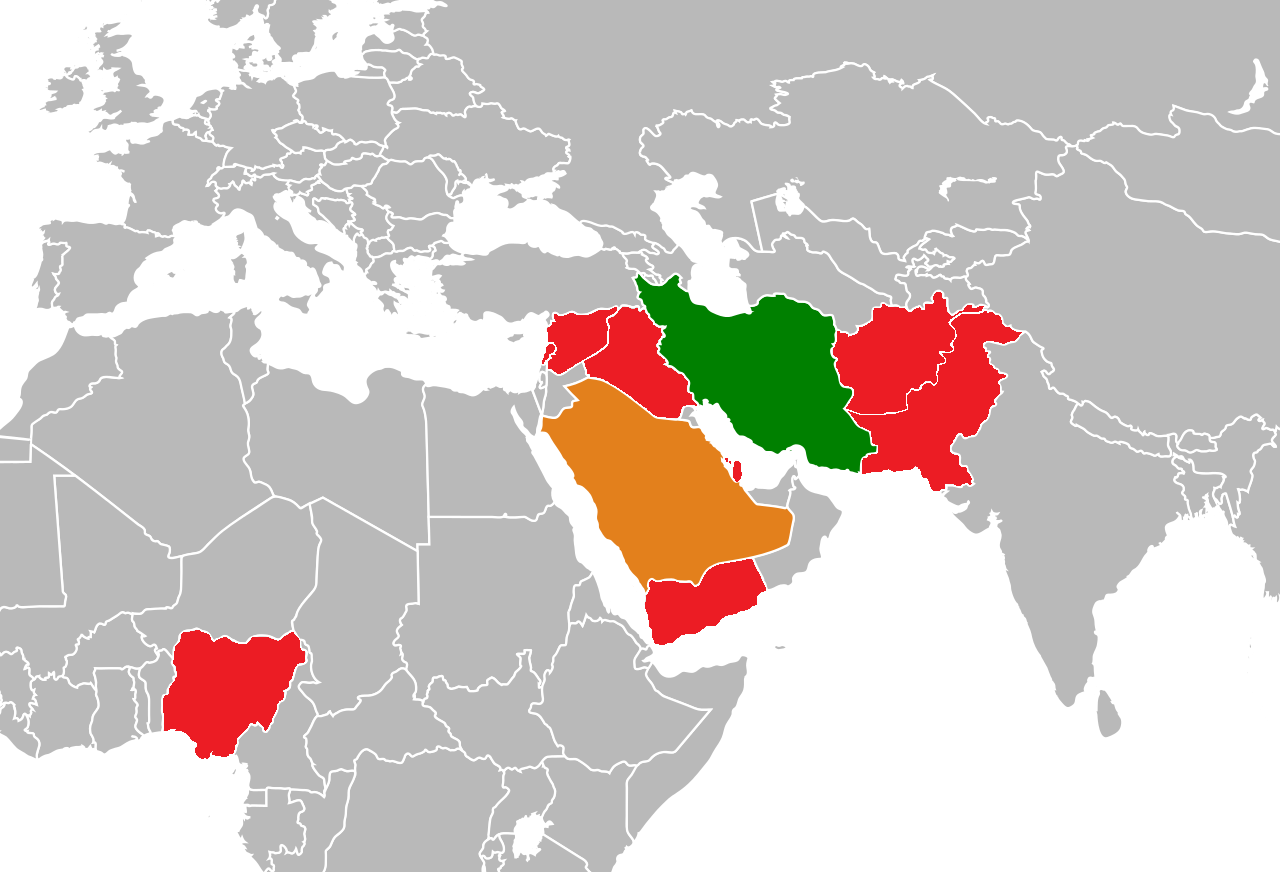
Иран (зеленый), Саудовская Аравия (оранжевая) и значимые места ведения войны (красные)

Холодная война на Ближнем Востоке — условное название конфликта между Саудовской Аравией (Эр-Рияд) и Ираном (Тегеран), вызванного борьбой этих государств за доминирование в ближневосточном регионе. Напряжённость в отношениях этих стран обусловлено целым комплексом противоречий между ними в сферах религии, политики и экономики.
Значительную роль в отношениях Саудовской Аравии и Ирана играет религиозный фактор. Саудовская Аравия претендует на статус лидера суннитского мира, тогда как Иран — крупнейшая страна, где официально принят ислам шиитского толка. Оба государства усиливают давнее противостояние между этими двумя главнейшими ветвями ислама, используя его для достижения собственных политических целей.
Начало ирано-саудовского противостояния относят к 1979 году, когда после свержения прозападного шаха Мохаммеда Пехлеви в ходе Исламской революции в Иране была установлена республика, во главе которой встали шиитские религиозные лидеры. Тегеран начал поддерживать вооружённые шиитские группировки и партии за рубежом, что объяснялось его стремлением создать на Ближнем Востоке так называемый «шиитский полумесяц» и попытками экспорта исламской революции в другие государства. Оппозиционные местным режимам шиитские движения активизировались в Саудовской Аравии, Бахрейне, Кувейте. При непосредственном участии Ирана в охваченном гражданской войной Ливане возникает группировка Хезболла. 
Эр-Рияд, обеспокоенный иранскими действиями, постарался укрепить связи с другими суннитскими государствами, в частности, создав Совет сотрудничества арабских государств Персидского залива. В ходе ирано-иракской войны 1980—1988 годов Саудовская Аравия открыто поддерживала Ирак, оказав Багдаду существенную финансово-экономическую помощь. Во время «танкерной войны» в Персидском заливе случались прямые столкновения саудовских ВВС и военной авиации Ирана. С 1979 года сторонники Ирана начали вести революционную пропаганду в Саудовской Аравии, призывая население страны восстать против правящей королевской семьи Саудитов и «американского господства». Начались столкновения между саудовской полицией и иранскими паломниками. На этом фоне в 1983 году министр культуры и исламской ориентации Ирана Мохаммад Хатами заявил, что Мекка и Медина принадлежат всем мусульманам, а хадж является наилучшей платформой для политический дискуссий. 31 июля 1987 года, во время хаджа в Мекке, произошли столкновения между иранскими паломниками и полицией Саудовской Аравии, в результате которых погибло 402 человека и сотни получили ранения. После случившегося стороны обменялись крайне жёсткими заявлениями, а в 1988 году Саудовская Аравия разорвала дипломатические отношения с Ираном.
Саудовская Аравия считается главным арабским союзником США в исламском мире. В свою очередь, после захвата американских заложников в Иране в 1979 году американо-иранские отношения резко ухудшились, а в 2002 году президент США Джордж Буш отнёс Иран вместе с Ираком и КНДР к «оси зла». 
Хотя отношения Тегерана и Вашингтона в 2015 году улучшились, после заключения соглашения о «совместном всеобъемлющем плане действий» по иранской ядерной программе, Иран и США остались противниками. СВПД же вскоре был разорван американской стороной.
Саудовская Аравия и Иран являются крупнейшими производителями энергоресурсов и постоянно конкурируют за рынки сбыта своих главных экспортных продуктов — нефти (см. Нефтедобыча в Иране, Нефтедобыча в Саудовской Аравии) и природного газа. Для обеих стран чрезвычайно важными являются отношения с Китаем, который стал одним из крупнейших импортёров нефти. Китай же заинтересован в стабильных поставках энергоносителей, и поэтому Пекин прилагает усилия для того, чтобы установить прочные отношения с каждым из этих ключевых государств в Западной Азии, содействуя разрядке напряжённости между ними.
К концу 2018 года Иран расширил свою зону влияния. В Ливане активно действует проиранская организация «Хезболла». В Ираке представители проиранской коалиции Силы народной мобилизации имеют до 100 тыс. вооруженных сторонников и входят в правительство страны. Значительная часть Йемена контролируется проиранским движением хуситов. В противовес Ирану сформировался блок арабских государств во главе с Саудовской Аравией, ОАЭ и Египтом, который в Йемене вел войну против проиранских повстанческих сил, а в гражданской войне в Сирии поддерживал часть антиасадовской суннитской оппозиции.
10 марта 2023 года, по итогам переговоров в Пекине, Саудовская Аравия и Иран подписали соглашение о возобновлении дипломатических отношений и открытии посольств в течение двух месяцев.
При этом, наследный принц королевства Мухаммед заявил, что если Иран получит ядерное оружие, то Саудовской Аравии придется пойти на аналогичный шаг «по соображениям безопасности для уравновешивания сил».